# Willem Johannes Dominicus van Dijck (burgemeester)
Willem Johannes Dominicus van Dijck (Heerlen, 1 juni 1908 — Den Haag, 1987) was een Nederlands politicus van de ARP.

## Levensloop
Van Dijck werd in mei 1941 aangesteld als gemeente-ontvanger van Scherpenzeel. Vanaf januari 1946 zou hij die functie uitoefenen in Driebergen-Rijsenburg.
Hij werd op 1 april 1950 benoemd en op 4 april 1950 geïnstalleerd als burgemeester van de gemeentes Piershil, Goudswaard en Nieuw-Beijerland. In december 1956 werd hij benoemd tot burgemeester van Maassluis. Van Dijck was een traditioneel bestuurder, wat nogal eens tot botsingen leidde met vooral de sociaaldemocraten. Vanwege zijn verdiensten werd hij benoemd tot Officier in de Orde van Oranje-Nassau.
Na zijn pensionering in juli 1973 verhuisde Van Dijck naar Den Haag en was hij enige tijd commissaris bij een aannemersbedrijf dat voor de gemeente Maassluis jarenlang opdrachten had uitgevoerd. In 1978 kwam aan het licht dat dit bedrijf Maassluis voor enkele miljoenen te hebben opgelicht. Er is tijdens het justitieel onderzoek geen verband ontdekt tussen de oplichting en de rollen van Van Dijck als burgemeester en commissaris.

## Privéleven
Willem Johannes Dominicus van Dijck is de kleinzoon van Willem Johannes Dominicus van Dijck, die particulier secretaris van prins Willem Alexander was.